# Afromelanichneumon silvaemontis
Afromelanichneumon silvaemontis är en stekelart som beskrevs av Heinrich 1967. Afromelanichneumon silvaemontis ingår i släktet Afromelanichneumon och familjen brokparasitsteklar. Inga underarter finns listade i Catalogue of Life.